# Моара-де-Жос
Моара-де-Жос (рум. Moara de Jos) — село у повіті Муреш в Румунії. Входить до складу комуни Теурень.
Село розташоване на відстані 283 км на північний захід від Бухареста, 36 км на захід від Тиргу-Муреша, 44 км на південний схід від Клуж-Напоки.

## Населення
За даними перепису населення 2002 року у селі проживали 72 особи, з них 71 особа (98,6%) румунів. Рідною мовою 71 особа (98,6%) назвала румунську.